# Viktor Müller (Unternehmer)

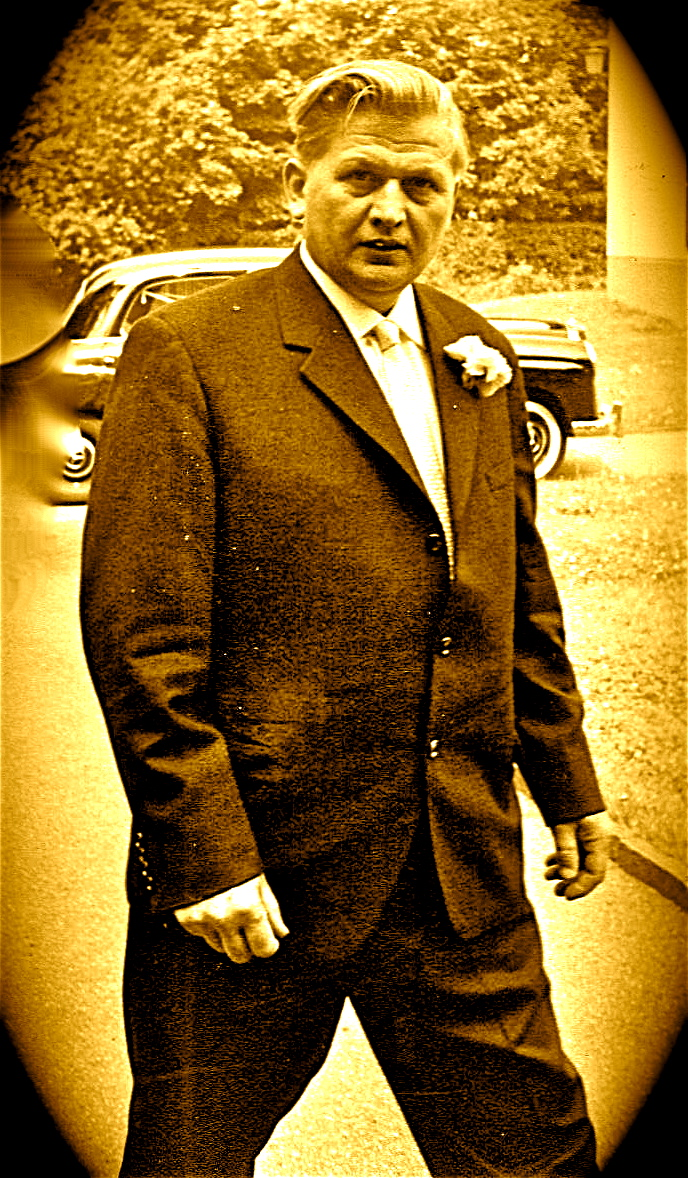
Viktor Müller (1962)

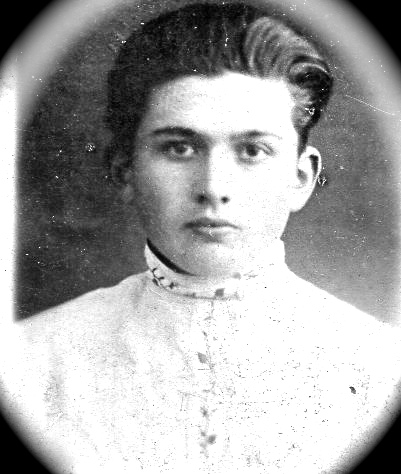
Viktor Müller im Alter von 19 Jahren

Viktor Müller (* 8. September 1913 in Jusowka (heute Donezk in der Ukraine); † 10. November 1967) war ein deutscher Unternehmer und Spielautomaten-Konstrukteur.

## Leben
Müller stammte aus einer alten deutschen Familie, die sich etwa 200 Jahre zuvor im reichen „Kornkammerland“ Ukraine angesiedelt, aber ihre alte Staatsangehörigkeit beibehalten hatte. Sein Vater besaß vom 19. bis Anfang des 20. Jahrhunderts eine Stellmacherei und baute sogar Kutschen für russische Adelsfamilien bis hin zu den Romanows. Diese Begabungen und handwerkliches Geschick übernahm Müller von seinem Vater. Später erlernte er noch verschiedenste Handwerksberufe wie Kraftfahrzeug-Mechaniker, Polsterer, Dreher und Uhrmacher.
Müller entwickelte früh bedingt durch Talente seine Neigung, gerne mit allen möglichen Materialien zu tüfteln und zu experimentieren und wurde so nach dem Zweiten Weltkrieg zum Entwickler von Spielautomaten, die zur damaligen Zeit ihre Verwendung auf Jahrmärkten fanden. Als Beispiel erfand er mit dem „Picardo“ den ersten durch Seitenscheiben betriebene Glücksspielautomaten in Deutschland.

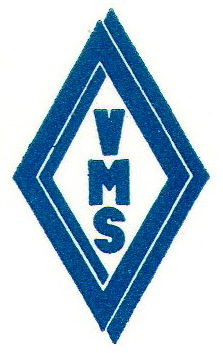
Signet des Unternehmens Viktor Müller Solingen Apparatebau von 1958 bis 1967

Im Zweiten Weltkrieg geriet er früh in sowjetische Kriegsgefangenschaft und kam erst Ende 1949 wieder zurück nach Deutschland. Nach einigen Zwischenstationen in Berlin und Hamburg kam Müller nach Solingen. Hier baute er im Ortsteil Ohligs das Unternehmen Viktor Müller Solingen Apparatebau auf, das von 1958 bis 1967 existierte. Seine Produkte wurden in der Bundesrepublik Deutschland verkauft. Die Plexiglas-Komponenten stellte das Unternehmen selbst her, damit wurden auch Leuchtschilder produziert.

## Familie

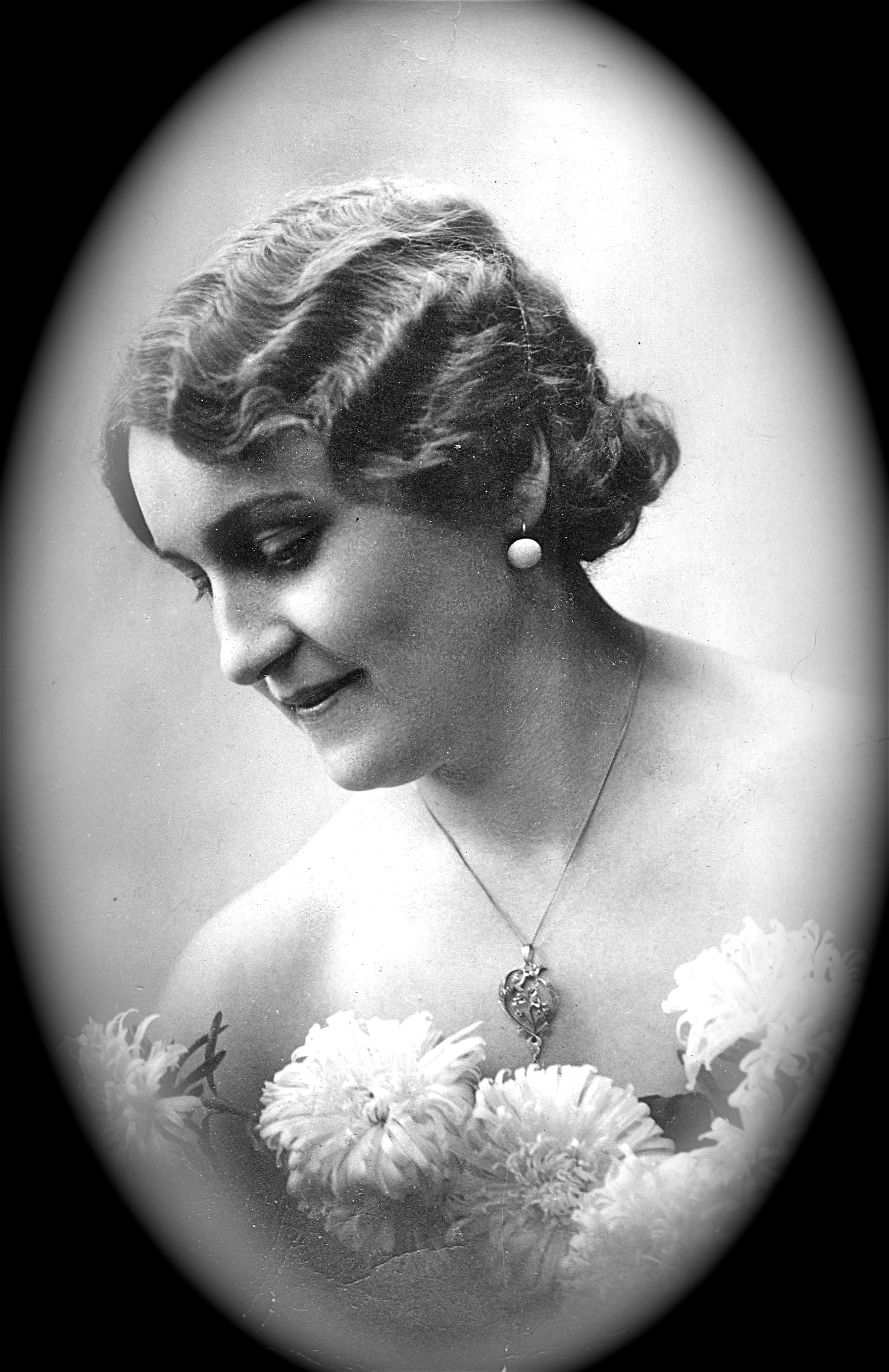
Soja Prokopowitsch

Viktor Müller lernte seine spätere Ehefrau Soja Prokopowitsch (Prokopowa) (* 11. März 1915 in Nowomoskowsk) mit 19 Jahren kennen. Die gebürtige Ukrainerin erhielt durch die Heirat die deutsche Staatsbürgerschaft. Aus der Ehe gingen vier Kinder hervor: Lydia, Renate, Nina und Reminald Müller. Reminald Müller war beim Tod seines Vaters erst 13 Jahre als und somit nicht in der Lage, das Erbe seines Vaters weiterzuführen. Somit verschwand in der Blütezeit ein Unternehmen, das gerade im Begriff war, in Deutschland die ersten Spielotheken aufzubauen, denn dieses Ziel strebte Viktor Müller an.

## Erfindungen
- Oktober 1957: Fliegende Kugel

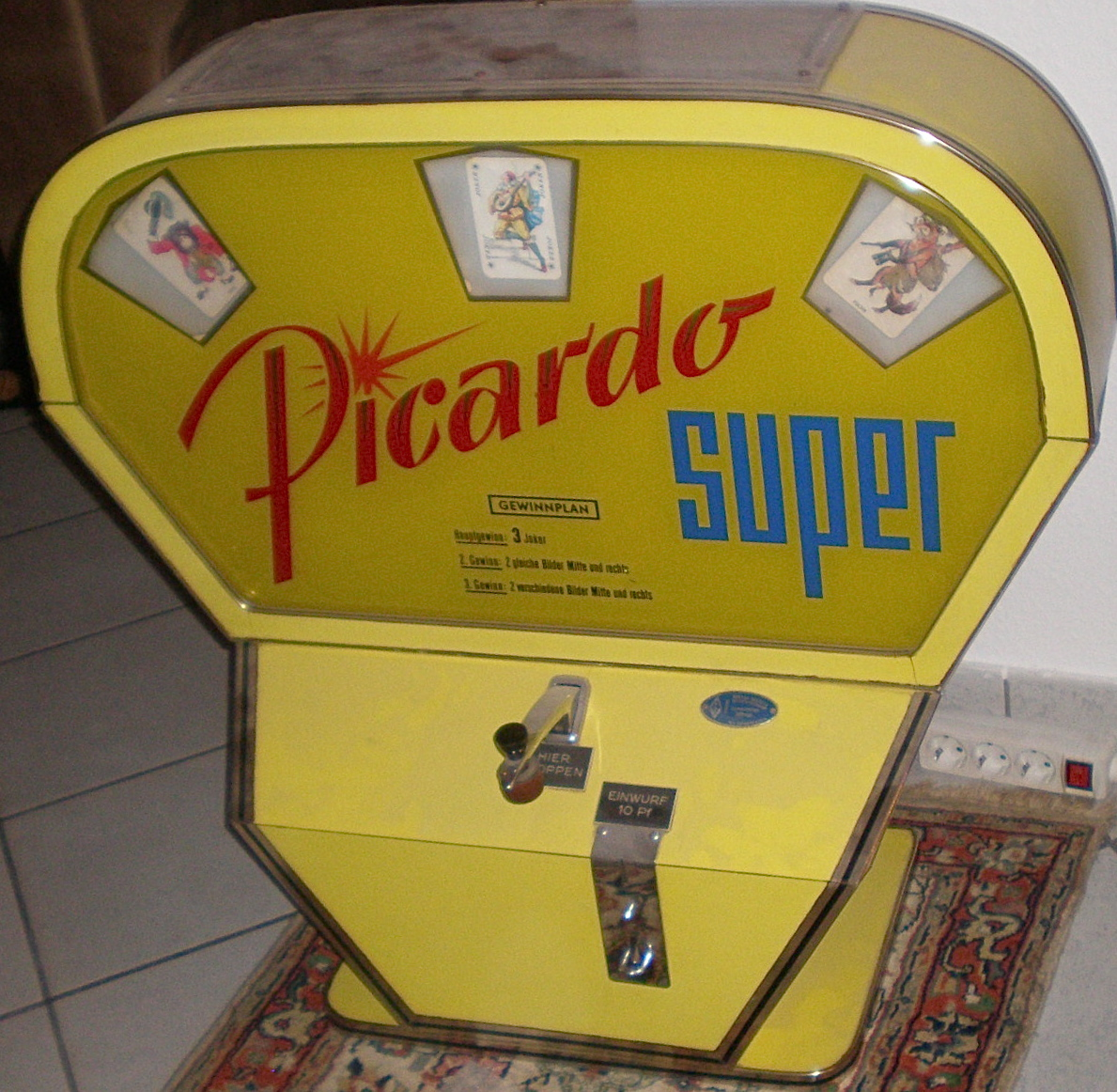
Glücksspielautomat „Picardo“

- November 1961: Renaldi mit 1. Patent
- Januar 1963: Picardo
- Februar 1963: Roll Roll
- März 1963: 5-Kartenblinker
- April 1963: 6-er Kartenblinker
- Juni 1964 / Mai 1965: Picardo super
- Januar 1966 / 1967: Rolko
- Juni 1967: Glücksdrehrad aus Aluminium

## Weitere Geräte
- Remitolo
- Picardo junior
- Kartolett
- Ballkugel mit Sternfächern (Startknopf mit Pistolengriff) und ein mechanisches Gerät, geeignet für Kirmes-Schießbuden

Der letzte noch existierende Spielautomat (Picardo super) befindet sich heute im Deutschen Automatenmuseum in Espelkamp auf Schloss Benkhausen und gehört jetzt zu der großen internationalen Gauselmann-Automaten-Sammlung (Merkur Automaten).. Dieses Gerät wurde seinerzeit als Original-Zulassungsgerät bei der Physikalisch-Technischen Bundesanstalt in Berlin geprüft und blieb dort über Jahrzehnte hinweg erhalten. Ein Glücksdrehrad befindet sich noch im Besitz eines seiner Kinder.

## Patente
- Münzspielgerät Renaldi
- Münzspielgerät für Gaststättenbetriebe
- Münzspielgerät Roloretteo

Alle Patentunterlagen und Original-Zulassungsscheine befinden sich im Deutschen Automatenmuseum auf Schloss Benkhausen in Espelkamp.
| Personendaten    | Personendaten                                         |
| ---------------- | ----------------------------------------------------- |
| NAME             | Müller, Viktor                                        |
| KURZBESCHREIBUNG | deutscher Unternehmer und Spielautomaten-Konstrukteur |
| GEBURTSDATUM     | 8. September 1913                                     |
| GEBURTSORT       | Jusowka, Russisches Kaiserreich                       |
| STERBEDATUM      | 10. November 1967                                     |